# The Sims 3: Питомцы
The Sims 3 Питомцы (англ. The Sims 3: Pets) — пятое дополнение к популярной компьютерной игре The Sims 3. Игра доступна не только для PC/Mac, а также для Playstation 3, Xbox 360 и Nintendo 3DS. Выход дополнения состоялся 20 октября 2011 года. Вместе с данным дополнением, в симулятор жизни вводятся разные виды животных, в том числе управляемые — собаки, кошки и лошади, за которыми необходимо ухаживать, а также можно их дрессировать. В приставочных версиях игры нет лошадей, однако имеется система кармы, заданий, а также встроена система голосовых команд в Xbox.
«Питомцы» создавались с учётом пожеланий игроков видеть домашних животных в игре, в своё время тематические дополнения о животных к предыдущим играм The Sims были самыми востребованными. Хотя поведение кошек и собак в целом идентично животным из аналогичного дополнения к The Sims 2, их ИИ был значительно переработан в связи с тем, что животными можно было управлять. Лошади также были добавлены, как результат того, что данные животные были самым желаемым среди игроков после кошек и собак, а также за счёт наличие открытого игрового мира, упрощающего геймплей с лошадьми.
Критики в целом похвалили дополнение, заметив, что уже в свете сложившейся традиции выпускать расширение о питомцах к каждой игре основной серии The Sims, «The Sims 3 Питомцы» выглядит самым проработанным и предлагающим наиболее разнообразный игровой процесс, связанный с животными. Оценки приставочных версий уже были более сдержанными, в основном из-за решения исключить лошадей, а также критики указали на неясность охвата игровой аудитории, учитывая, что почти все поклонники The Sims являются владельцами персональных компьютеров, а также консольная версия является самостоятельной игрой, а не дополнением, без возможности переноса данных из приставочной версии базовой The Sims 3.

## Геймплей

Апплауза Плейнс

Дополнение добавляет ряд животных, таких, как кошки, собаки, лошади, которыми можно управлять как обычными персонажами. Управляемые питомцы имеют свои черты характера и физиологические потребности. Собак и кошек можно обучить навыку охоты. А лошади способны участвовать в скачках и перепрыгивать через барьеры. Собаки могут плавать в бассейнах и при этом никогда не утонут. Питомцы также могут сопровождать своих хозяев в разные общественные места: парк, библиотека, конный центр. Лошадей можно использовать в качестве транспорта, а собак — как сторожей и верных охранников. Но, кроме домашних животных, по соседству могут жить и дикие (олени, скунсы, еноты), их нельзя приручить, но за ними можно наблюдать и, если удастся, погладить. В семье могут находиться не более 6 питомцев. Также персонажи помимо классических питомцев могут завести черепах, змей, ящериц, грызунов и птиц, такие животные не управляемые. Домашним животным, как и в серии The Sims 2, необходим уход со стороны хозяев: кормление, купание, кров. А также, как в предыдущей серии, животные будут портить мебель. Животных также можно выдрессировать: путем их порицания и похвалы. Например — ругать кошку за то, что она точит когти о мебель и так далее.
Аппалуза Плейнс или Равнины Аппалуза (англ. Appaloosa Plains) — название нового города в игре, чей ландшафт напоминает средний запад США. Городок находится между пышными зелёными холмами, где игроки могут позволить своим кошкам и собакам работать в парке или проводить время ездя верхом на лошадях в конном центре.
Разработчики не оставили без внимания и мифическую тематику: в дополнении появились единороги. Они выглядят как обычные лошади, только с бородкой и рогом на голове, единороги обладают магией: они могут тушить огонь, исцелять персонажей и питомцев, ускорять рост растения, а также наносить порчу, разжигать пожар, убивать растения. Они могут отпугивать смерть и спасать персонажей от неё.
Как и у персонажей The Sims 3, у питомцев есть черты характера. Но в отличие от них, игрок может выбрать своему питомцу 3 черты характера. Дополнительные две черты характера будут добавляться по мере воспитания питомца.
| Черты характера питомцев | Черты характера питомцев |
| Черта характера          | Описание |
| ------------------------ | --- |
| Воплощенная гордость     | Горделивые питомцы думают, что они лучше всех остальных, и поэтому тщательно следят за своей внешностью. Испачкаться для них катастрофа.                                                                                      |
| Злюка                    | Злюки — они не всегда злые. Просто у них портится настроение в присутствии других животных. А там и до драки недалеко… |
| Лапочка                  | Питомцы-лапочки одинаково легко находят общий язык и с другими животными, и с людьми. |
| Лежебока                 | Лежебоки любят полежать-поваляться, так как быстро утомляются. |
| Любит приключения        | Есть звери, которые любят приключения и опасности. |
| Любит разрушения         | Перепортят мебель в доме, изуродуют газон — всеми доступными способами питомца-разрушители несут хаос в наш мир. |
| Не любит разрушения      | Питомцы, которые не любят разрушения, очень деликатны. Они никогда не сделают ничего плохого с мебелью, или с газоном перед домом.                                                                                            |
| Невежда                  | Питомцы-невежды вечно всё забывают и легко отвлекаются, поэтому не так быстро получают новые навыки и черты характера. Зато отлично ладят с рассеянными персонажами.                                                          |
| Нервный тип              | Пугливый питомец нервозен и легко пугается. |
| Одиночка                 | Питомцы-одиночки любят жить и играть сами по себе. Большие компании им не нравятся. |
| Охотник                  | Охотники — прирождённые мастера преследования и ловли добычи. |
| Поросёнок                | Питомец-поросёнок не брезгует поесть из мусорного ведра или попить из унитаза. |
| Скромняга                | Скромняги предпочитают находиться только рядом со своим хозяином. Компания других людей и питомцев их нервирует |
| Тихоня                   | Тихони — тихие, шуметь не любят. |
| Торпеда                  | Гиперактивные животные никогда не сидят на месте. Им требуется меньше отдыха, чем остальным животным, а энергии у них хватает на дольше. Не зря их зовут торпедами.                                                           |
| Умница                   | Умницы обладают обширным умом. Они быстрее получают новые навыки и черты характера, а также легко находят друзей среди других гениев — животных или людей .                                                                   |
| Чистюля                  | Чистюли любят чистоту. Купайте их почаще, и они будут счастливы.. |
| Шалунишка                | Шаловливые питомцы любят повеселиться, и у них всегда замечательное настроение. |
| Шумелка                  | Шумные питомцы охотно затянут песенку, аккомпанируя себе на любом инструменте в доме. Или даже без аккомпанемента. |
| Боится воды              | Собаки, боящиеся воды, ненавидят всё, связанное с водой. А если они окажутся в воде — ну всё, пиши пропало… |
| Верное сердце            | Говорят собака — друг человека. И это истинная правда! Верные собаки предпочитают всему на свете общество своего хозяина и кажется, поэтому обучаются быстрее других собак.                                                   |
| Живчик                   | Живчик — так говорят о шустрой и сильной лошади, которая любит попрыгать. Такие скакуны отлично выступают в состязаниях по конкуру, но начинаю тосковать без движения.                                                        |
| Не любит прыгать         | Некоторые лошади предпочитают твёрдо стоять на копытах. Лошадь, которая не любит прыгать. хуже выступает на соревнованиях по конкуру и кросс-кантри. Она способна поломать со злости новенькие препятствия на конкурном поле! |
| Невротик                 | Нервные лошади видят вокруг себя сплошные опасности и шарахаются от любой мелочи. Легко находят общий язык с нервными людьми: у них та же проблема.                                                                           |
| Нетренированная лошадь   | Нетренированные лошади не привыкли носить на своей спине седло и седока. Нужно, чтобы они привыкли ходить под седлом и кое-какое время поносили на себе персонажа, которому они доверяют.                                     |
| Плохиш                   | Лошади-плохиши невероятно упрямы и не ладят с людьми, они терпеть не могут, когда к ним подходят какие-то незнакомцы. Да уж если на то пошло, то и знакомых людей они тоже не любят.                                          |
| Послушный питомец        | Послушные лошади — самые спокойные лошади. Они ни за что на свете не лягнут человека. Обычно они выполняют всё, что от них требуют, даже если им это не нравится.                                                             |
| Храбрый                  | Храбрых лошадей не могут напугать (почти) все эти разбрызгиватели, фейерверки, сигнализации и другие страшные-престрашные вещи.                                                                                               |
| Шустрик                  | Шустрые лошади — короли скорости в царстве зверей. Они обладают прирождённой тягой к бегам, но без регулярных занятий начинают скучать.                                                                                       |

### Игровые приставки
Версия для PlayStation 3 и Xbox 360 является доработанной приставочной версией базовой The Sims 3, поверх которой было добавлено содержимое дополнения «питомцы» (см. выше), однако приставочная версия исключает лошадей. Таким образом игровой процесс в целом идентичен приставочной The Sims 3: в ней имеется система кармы, когда игрок взамен на баллы счастья может активировать разные кармы, благославляя или проклиная персонажей, и теперь и животных. The Sims 3 Pets также вводит дополнительный вид кармы «Transmogrify», позволяющий обращать сима, кошку или собаку в другие виды. Консольная версия больше ориентирована на прохождения квестов, вводя в игру серию заданий и испытаний, показанных «Мистическом Журнале», в качестве награды животные могут приобретать новые черты характера. Завершив все квесты, игрок может играть в игру в том же режиме, что в ПК-версии
Также в игру интегрирована служба обмена, позволяя прямо в игре делиться созданными персонажами, животными, зданиями, или же скачивать файлы других игроков. Также игрок может публиковать из игры внутриигровые достижениями в социальных сетях. В версию для Xbox 360 встроена поддержка Kinect, позволяя игроку отдавать голосовые команды персонажам. The Sims 3 Pets — это также первая приставочная The Sims, где игрок может контролировать действия животных.

## Разработка
Создание дополнения о животных было в приоритете у разработчиков, так как данная тема была самой ожидаемой среди фанатов The Sims 3. Однако команда решила добавить ряд новшеств в дополнение, чтобы оно превзошло своего предшественника — дополнения о питомцах к The Sims 2, например наряду с кошками и собаками были добавлены лошади. Помимо этого разработчики учитывали недовольство фанатов что в «The Sims 2: Питомцы» нельзя было управлять питомцами и добавили эту возможность в «The Sims 3: Питомцы». Из-за возможности контролировать животных, разработчикам пришлось создавать для питомцев новую модель поведения; если в The Sims 2 важную роль играла непредсказуемость в поведении питомцев, то в The Sims 3 разработчики желали передать чувство, «каково быть кошкой, собакой, или лошадью, понять их страхи, мотивы, желания и увлечения». Например многие вещи, которые кажутся человеку безумными, животные будут считать оправданными. Например «кошка может поймать и убить птицу, чтобы потом положить её на кровать, потому что думает, что преподносит хозяину пищу, то есть делает благое дело». Особое внимание разработчики уделили взаимодействию питомцев и симов и для этого наблюдали за общением людей и животных. Технически питомец находится в том же положении, что и малыш; за ним необходим уход, а при недостатке питания и ухода, животное заберут общественные работники. Разработчики также уделяли особое внимание проработке черт характера животных, чтобы игрок мог посредством системы поощрения и наказания в итоге получить питомца желаемыми качествами, например воспитать его, или же наоборот, превратить в буйное животное, портящее мебель. Разработчики в том числе изучали поведения животных, многие из команды саму имеют дома питомцев. Команда также вдохновлялась забавными видео из интернета. Также разработчики для изучения поведения лошадей посещали ранчо и изучали, как они прыгают и бегают. Анимации животных создавались полностью в ручную. Аниматоры копировали движения с записанных видео с животными. 
Решение добавить лошадей также было принято, потому что это многие фанаты в прошлом выражали желание видеть в дополнении иных питомцев кроме собак и кошек и больше всего фанаты желали видеть именно лошадей. В результате команда решила создать лошадей, учитывая возможность в The Sims 3 перемещаться на крупные расстояния, чего была лишена предыдущая часть серии.
Основная трудность в создании лошадей заключалась в их крупном размере и как они будут перемещаться в ограниченном пространстве, на участке. Также модель поведения лошади и её общение с человеком заметно отличается от кошек и собак. Городок Апплауза Плейнс создавался с учётом того, чтобы симы могли гулять со своими питомцами. В городе есть крупные пространства, ориентированные на скачки на лошадях.
В консольных версиях игры лошадей было принято исключить из-за сложностей, связанных с управлениями. Тем не менее в версию для Xbox была внедрена уникальная функция для обладателей контроллера Kinect, который позволяет голосовыми командами контролировать животных и симов в игре и общаться с другими персонажами в игре. Помимо этого, как и в консольной версии базовой The Sims 3, в консольную версию «The Sims 3 Питомцы» была добавлена система кармы, которую ранее уже оценили игроки. Также в консольной версии появились так называемые «загадки» (англ. mysteries), представляющие собой небольшие квесты, которые животные, иногда с участием симов должны выполнить, чтобы в качестве награды получить новые черты характера. Майк Кокс, один из разработчиков заметил, что игроки консольных игр любят более линейные игры, это разработчики старались также передать в «The Sims 3 Питомцы» для консолей.

## Выпуск

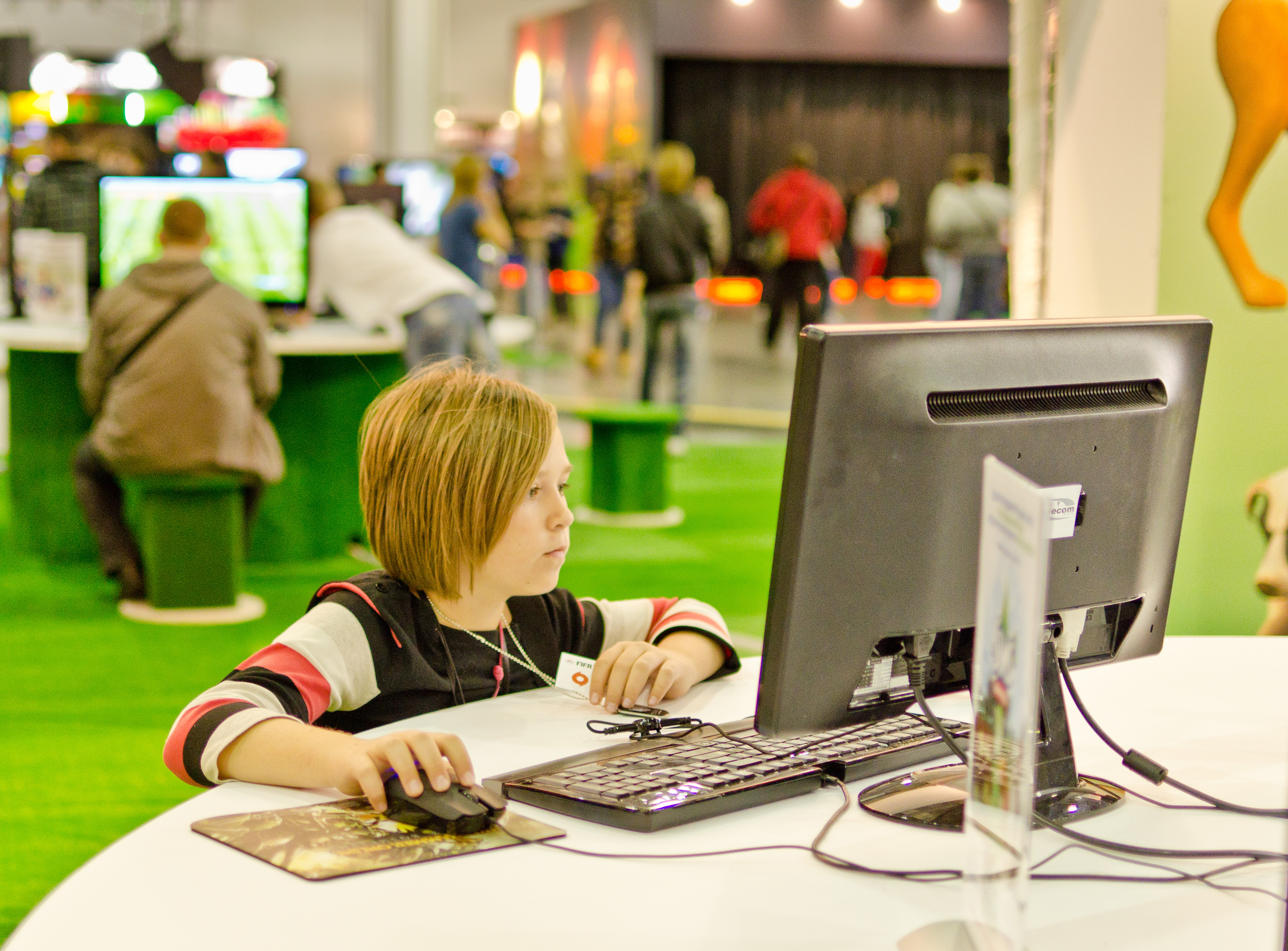
Девочка пробует «The Sims 3 Питомцы» на выставке ИгроМир 2011

3 июня 2011 года EA подтвердила слухи о создании пятого дополнения к The Sims 3 пресс-релизом игры и трейлером, который был выпущен на их официальном канале на YouTube. 8 июня 2011 состоялся показ нового дополнения, точнее консольной версии игры на всемирной выставке EA. Были представлены различные животные, трейлер к игре и описание животных. Тогда же стало известно, что вместе с дополнением выйдет новая версия консольной игры The Sims 3 для PlayStation 3 и Xbox 360, но с добавлением геймплея животных, однако без лошадей. Помимо этого в версии для Xbox 360 при наличии у игрока контроллера Kinect, появится возможность давать голосовые команды симам и животным. Также, к выпуску готовилась игра для консоли Nintendo 3DS, но имеющая отличный от ПК-версии игровой движок и геймплей, где игрок может также управлять только собакой или кошкой и играть от лица питомца. Факт отсутствия в приставочной версии лошадей, а также невозможность переносить сохранения с консольной The Sims 3 вызвало недовольства у части игровых фанатов.
17 августа 2018 года был впервые показан трейлер дополнения для ПК-версии игры, где также помимо собак и кошек были показаны лошади и единорог. Выход дополнения для ПК и игры для консолей состоялся 18 октября 2011 года в США и 21 октября в Европе и России. EA Games также выпустила ограниченное издание Pets Limited Edition, доступное в рамках предзаказа. Данная версия также включала в себя дополнительный список вымышленных пород кошек и собак, вдохновлённых в свою очередь вымышленными и фантастическими животными.

## Музыка

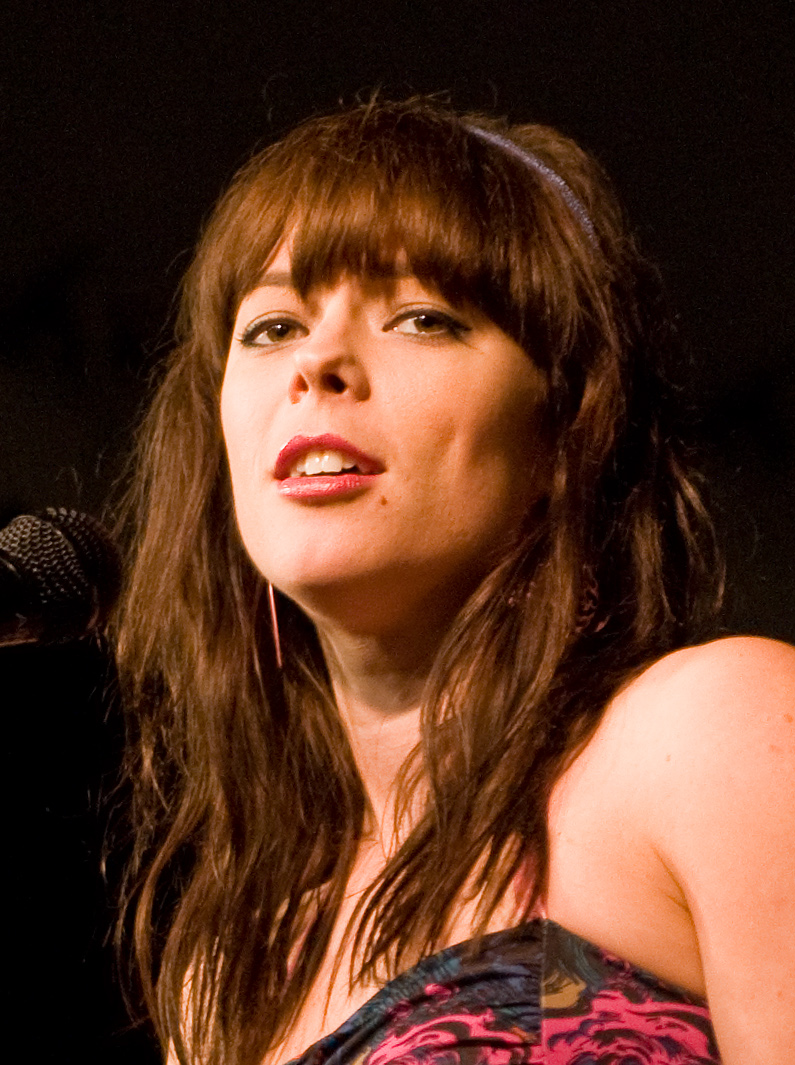
Ленка, одна из певиц, перезаписавших на симлише свою песню для дополнения

Следуя традициям, вместе с данным дополнением были добавлены перезаписанными на симлише синглы. Фоновую музыку к дополнению написал Кристофер Леннерц. В данном дополнении были также добавлены следующие музыкальные каналы: рок, кантри и авторская музыка. Отдельно для испанской локализации свой клип на симлише выпустила испанская рок-группа La Oreja de Van Gogh
В 2011 году также был выпущен музыкальный альбом с фоновыми композициями композитора Кристофера Леннерца
| №   | Название                         | Автор(ы)          | жанр/звучит вː           | Длительность |
| --- | -------------------------------- | ----------------- | ------------------------ | ------------ |
| 1.  | «Cul-de-sac of Memories»         | Кристофер Леннерц | Режим строительства      | 2:13         |
| 2.  | «Foundations of the Future»      | Кристофер Леннерц | Режим строительства      | 2:12         |
| 3.  | «Home for Us All»                | Кристофер Леннерц | Режим строительства      | 2:10         |
| 4.  | «A Ball of Yarn»                 | Кристофер Леннерц | Режим покупки            | 2:04         |
| 5.  | «Lace and Collars»               | Кристофер Леннерц | Режим покупки            | 2:12         |
| 6.  | «Something New for You»          | Кристофер Леннерц | Режим покупки            | 2:02         |
| 7.  | «A Nice Place to Dig»            | Кристофер Леннерц | Режим городка            | 2:10         |
| 8.  | «Chasing Clouds»                 | Кристофер Леннерц | Режим городка            | 2:10         |
| 9.  | «Howl for Night Skies»           | Кристофер Леннерц | Режим городка            | 2:06         |
| 10. | «Leashes and Skirts»             | Кристофер Леннерц | Режим создания персонажа | 2:12         |
| 11. | «Looking for Kitty»              | Кристофер Леннерц | Режим создания персонажа | 2:20         |
| 12. | «Puppy Dog Eyes»                 | Кристофер Леннерц | Режим создания персонажа | 2:15         |
| 13. | «A Place to Shine»               | The Lunabelles    | Кантри                   | 2:06         |
| 14. | «Country Girl (Shake it For Me)» | Люк Брайан        | Кантри                   | 3:48         |
| 15. | «I Got You»                      | Thompson Square   | Кантри                   | 3:01         |
| 16. | «Rodeo»                          | Робби Армстронг   | Кантри                   | 2:36         |
| 17. | «Teenage Daughters»              | Мартина Макбрайд  | Кантри                   | 4:05         |
| 18. | «Another One Down feat. D.A.»    | Speakers          | R'n'B                    | 3:30         |
| 19. | «Gimme Go»                       | Ашер Рот          | R'n'B                    | 2:58         |
| 20. | «Life Or Something Like It»      | Outasight         | R'n'B                    | 3:55         |
| 21. | «Light Up Tonight»               | Алекс Бойд        | R'n'B                    | 3:44         |
| 22. | «Ohhh Ahhh»                      | Galactic          | R'n'B                    | 3:25         |
| 23. | «The Big Bang»                   | Rock Mafia        | R'n'B                    | 2:38         |
| 24. | «A Part Of It»                   | Кэйти Роуз        | Бард                     | 3:34         |
| 25. | «Good Intent»                    | Кимбра            | Бард                     | 3:30         |
| 26. | «Here Lies»                      | Джошуа Радин      | Бард                     | 2:58         |
| 27. | «Television»                     | Jack's Mannequin  | Бард                     | 3:27         |
| 28. | «Two»                            | Ленка             | Бард                     | 3:17         |

## Критика
| Сводный рейтинг       | Сводный рейтинг | Сводный рейтинг | Сводный рейтинг |
| Издание               | Оценка          | Оценка          | Оценка          |
| Издание               | PC              | PS3             | Xbox 360        |
| --------------------- | --------------- | --------------- | --------------- |
| GameRankings          | 78,50 %         | 70,00 %         | 71,94 %         |
| Metacritic            | 79/100          | 70/100          | 70/100          |
| Иноязычные издания    |                 |                 |                 |
| Издание               | Оценка          | Оценка          | Оценка          |
| Издание               | PC              | PS3             | Xbox 360        |
| Eurogamer             | 7/10            | N/A             | N/A             |
| Game Informer         | N/A             | 7,5             | N/A             |
| GameRevolution        | N/A             | N/A             | [ 31 ]          |
| GameSpot              | 7,5             | 6,1             | 6,1             |
| GamesRadar+           | [ 34 ]          | N/A             | N/A             |
| IGN                   | 7,5             | 7,5             | 7,5             |
| PC Gamer (UK)         | 81 %            | N/A             | N/A             |
| TeamXbox              | N/A             | N/A             | 80 %            |
| WorthPlaying          | N/A             | 7,5/10          | 7,5/10          |
| Русскоязычные издания |                 |                 |                 |
| Издание               | Оценка          | Оценка          | Оценка          |
| Издание               | PC              | PS3             | Xbox 360        |
| Absolute Games        | 70 %            | N/A             | N/A             |

### Для персональных компьютеров
Дополнение «Питомцы» получило положительные оценки от игровых критиков, средняя оценка по версии айта агрегатора Metacritic составила 79 %.
Редакция LEVEL резюмировала, что «Питомцы» стали лучшим расширением к The Sims 3 по состоянию на 2012 год и любителям виртуальных питомцев будет просто тяжело найти более подходящее. Критик сайта GamingXP заметил, что «Питомцы» прекрасно вписываются в основной игровой процесс: «Предоставленные нововведения, реалистичное изображение животных и привлекательность делают расширение абсолютно необходимым для владельцев „The Sims 3“». Представитель Gamers считает, что дополнение вряд ли привлечёт новых игроков, однако оно просто необходимо для приобретения его фанатами игры. Рецензент Gamekult заметил, что «Питомцы» выглядят действительно масштабнее в сравнении с аналогичным дополнением «The Sims 2: Питомцы» и определённо повышает планку качества дополнений The Sims 3. Критик также заметил, что дело даже не в куда большем разнообразии животных, а в возможности ими управлять и «буквально примерить на себя шкуру животного»
Джереми Джонсон из GameSpot процитировал, что «как часто говорят, владение домашними животными является одной из тайн долгой жизни, и эту тайну в полной мере использует Electronic Arts, дальше продлевая жизнь своей франшизе уже в течение 11 лет». С одной стороны дополнение «Питомцы» не предлагает инновационного геймплея, однако множество новых возможностей, связанных с животными в том числе и появление лошадей делает дополнение настоящим лакомством для любого любителя животных. Критик оценил новый игровой мир, в котором симы могут гулять с лошадьми. Как заметил Джереми, уход за животными сложен, особенно если игрок ставит перед собой цель тренировать животное, тем не менее в конце сима-хозяина и его питомца будет ждать щедрая пожизненная награда. Анимация животных также выглядит на высоте и реалистично. В общем Джереми назвал расширение достойным, а животные делают игру приятнее и реалистичнее, хотя и едва ли влияют на базовый геймплей, поэтому «Питомцы» подойдут прежде всего любителям виртуальных животных.
Представитель GamesRadar назвал дополнение «Питомцы» лучшим, выпущенным к игре The Sims 3 по состоянию на 2011 год. С одной стороны добавление кошек и собак выглядит уже, как стандартный элемент расширения о питомцах, тем не менее добавление лошадей делает дополнение инновационным и возвышает его над «The Sims 2: Питомцы» и «The Sims Unleashed». Похожего мнения придерживается и Джон Майкл, представитель IGN, указав на неоднократно использованную тему животных, однако на этом фоне новое расширение «Питомцы» выглядит свежим благодаря новым добавленным возможностям, которых не было в старых дополнениях и питомцах. Критик оценил возможность управлять животными, что было серьёзным недостатком в «The Sims 2: Питомцы», — «вашими домашними животными можно полностью управлять, так, пока ваш сим находится вдалеке, на работе, вы можете лично командовать вашей кошкой или собакой, чтобы например они охотились на мелких животных в городе». Тем не менее критик заметил незначительное влияние на базовый геймплей The Sims 3, по его мнению «Питомцы» не улучшают игру, а скорее выступают временным средством для отвлечения.

### Для игровых приставок
Оценки версий для PlayStation 3 и Xbox 360 в целом были более сдержанными со средней оценкой в 70 баллов из 100 возможных по версии агрегатора Metacritic.
Положительную оценку дал критик сайта Game Informer,  сделавший сравнительную оценку игры с консольной The Sims 3 и заметив, что игровой процесс, как и коллекция предметов с предоставленным миром в игре выглядят обширнее, хотя для игроков приставочной The Sims 3 станет разочарованием факт того, что они не смогут перенести имеющиеся сохранения в новую игру. Критик похвалил интеграцию механики карм с животными, а также оценил детальную кастомизацию питомцев. В случае отсутствия доступа к персональному компьютеру, критик определённо рекомендовал приобрести «Питомцев», как наилучшую имеющуюся консольную игру франшизы The Sims, которая помимо добавления обширного контента, также сумела сохранить в себе все преимущества консольной The Sims 3. Отдельно комментируя поддержку Kinect в версии для Xbox 360, критик назвал опцию голосовых команд лишней и раздражающей.
Николай Тан, представитель GameRevolution, обозревая игру, заметил, что она по сути является дополненной версией консольной The Sims 3 и унаследовала её грехи. Тан считает бесполезным выпуск игры, так как «верные фанаты все сидят на ПК, лошадей нет, а игра имеет неоправданно высокий ценник». Тем не менее игру могут попробовать обладатели консолей, которые любят играть в виртуальных питомцев. Брайен Думлао из Worthplaying заметил похожею проблему консольной игры и её явно неудачный ориентир на игровую аудиторию, так как фанаты играют в ПК-версию The Sims 3, а у консольной версии нет дополнений, кроме «Питомцев», однако это отдельная игра, а не дополнение и разработчики не дали возможность переносить сохранённые данные из The Sims 3 в «Питомцев». Игра страдает от плохой производительности, «город, поделённый на несколько территорий становится причиной длительных загрузок». Несомненным преимуществом для версии игры для Xbox 360 стала интеграция игры с Kinect, которая облегчает управление многолюдной семьёй, «в противном случае с имеющимся контроллером можно следить лишь за несколькими персонажами». Несмотря на вышеперечисленное и отсутствие лошадей, игра в общем дарит приятный опыт времяпровождения с животными, как и в версии для ПК.
Отрицательный отзыв оставил представитель сайта Xgn, назвав «Питомцев» непонятно для кого выпущенной игрой. Помимо отсутствия возможности перенести сохранения и урезанные возможности в сравнении с версией для ПК, консольная версия «Питомцев» страдает от уже стародавней проблемы любой консольной The Sims — сложности управления в отсутствие клавиатуры и мыши, которая ограничивает свободу передвижения. Помимо прочего, впечатление от игры портят постоянные загрузки и подвисания. Тем не менее, критик признал значительные усовершенствования в сравнении с приставочной The Sims 3.

### Влияние
The Sims 3 с дополнением «Питомцы» стала одной из самых популярных площадок для поклонников виртуальных лошадей. Для них стало создаваться множество модификаций, улучшающих внешность и поведение лошадей, фанаты также создали специальные сайты, посвящённые тематике лошадей в The Sims 3, где публиковали модификации или публиковали вымышленные сюжеты с лошадьми, сообщество было по прежнему активно к началу 2020-х годов.